# Wzór Bethego-Blocha

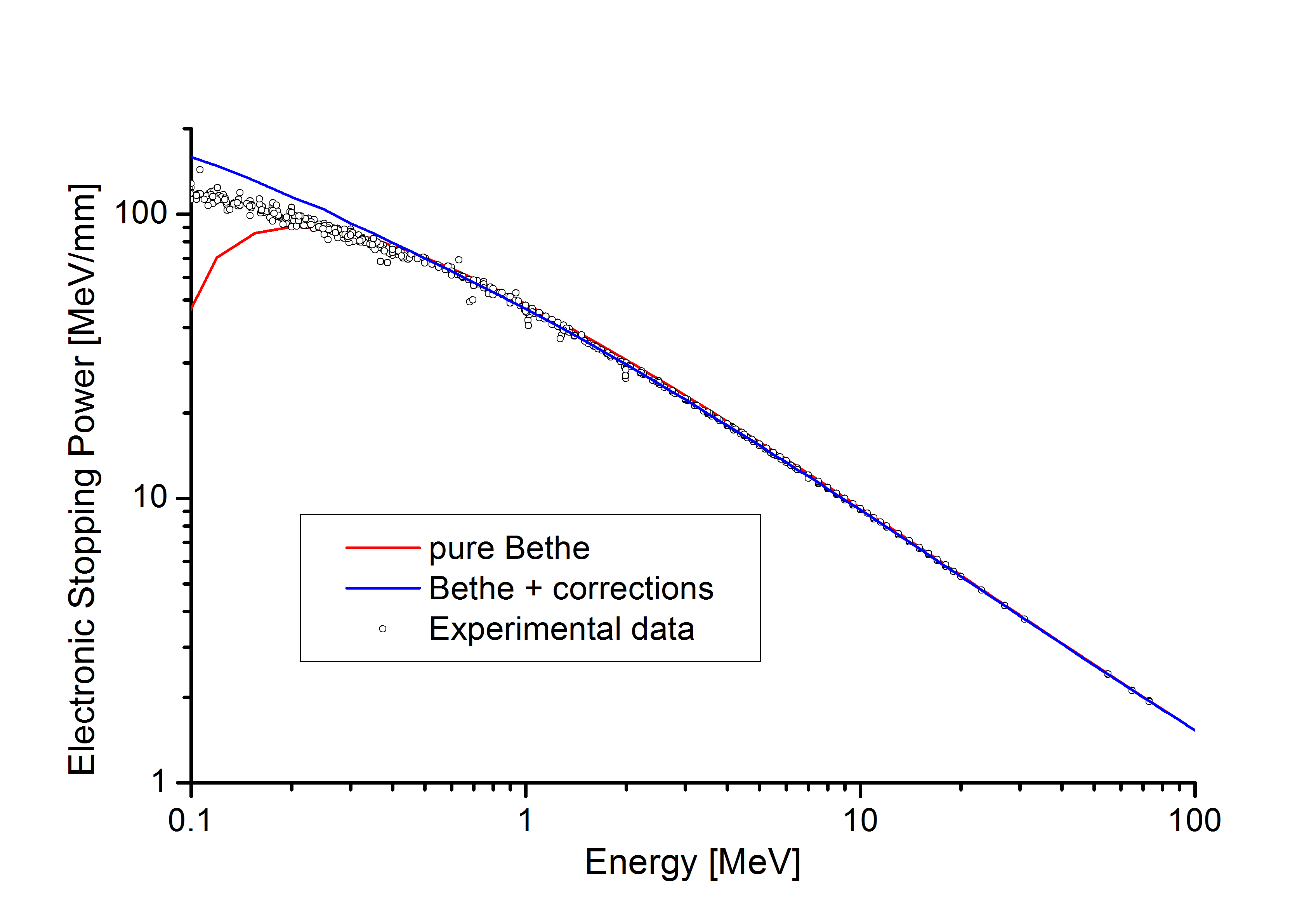
Siła hamowania Al dla protonów i wzór Bethe'go

Wzór Bethego-Blocha, wzór Bethego – w fizyce, wyrażenie określające straty energii kinetycznej cząstki naładowanej przy przechodzeniu przez ośrodek materialny, spowodowane jonizacją atomów ośrodka. Wyprowadzony przez Hansa Bethego w roku 1930.

## Wyrażenie matematyczne
Współcześnie wzór ten zapisywany jest w postaci
{\displaystyle -{\frac {\mathrm {d} E}{\mathrm {d} x}}={\frac {4\pi N_{\mathrm {A} }Z\rho }{Am_{\mathrm {m} }m_{\mathrm {e} }c^{2}}}\left({\frac {e^{2}}{4\pi \varepsilon _{0}}}\right)^{2}{\frac {z^{2}}{\beta ^{2}}}\left[{\frac {1}{2}}\ln \left({\frac {2m_{\mathrm {e} }c^{2}\beta ^{2}\ T_{\max }}{\left(1-\beta ^{2}\right)I^{2}}}\right)-\beta ^{2}-{\frac {\delta }{2}}\right],}
gdzie:
{\displaystyle \mathrm {d} E/\mathrm {d} x} – strata energii cząstki na jednostkę przebytej odległości,
{\displaystyle N_{\mathrm {A} }} – liczba Avogadro,
{\displaystyle Z,} {\displaystyle A} – liczba atomowa i liczba masowa atomów ośrodka,
{\displaystyle m_{\mathrm {m} }} – jednostka masy molowej ośrodka,
{\displaystyle \rho } – gęstość ośrodka,
{\displaystyle m_{\mathrm {e} }} – masa elektronu
{\displaystyle e} – ładunek elementarny,
{\displaystyle z} – ładunek cząstki w jednostkach {\displaystyle e} (ładunek cząstki {\displaystyle q=ze}),
{\displaystyle \beta } – prędkość cząstki w jednostkach prędkości światła w próżni {\displaystyle (\beta =v/c),}
{\displaystyle \varepsilon _{0}} – przenikalność elektryczna próżni,
{\displaystyle T_{\max }} – maksymalna energia kinetyczna, jaka może być przekazana elektronowi w pojedynczym zderzeniu (patrz poniżej),
{\displaystyle I} – średnia energia jonizacji, w elektronowoltach,
{\displaystyle \delta /2} – poprawka na gęstość pola, istotna przy wyższych energiach (patrz poniżej)
Maksymalna energia, która może być przekazana elektronowi w jednym zderzeniu, zależy od masy cząstki {\displaystyle M} i jej prędkości w następujący sposób:
{\displaystyle T_{\max }={\frac {2m_{\mathrm {e} }c^{2}\beta ^{2}\gamma ^{2}}{1+2\gamma m_{\mathrm {e} }/M+(m_{\mathrm {e} }/M)^{2}}},}
gdzie {\displaystyle \gamma =1{\Big /}{\sqrt {(1-\beta ^{2})}}} jest czynnikiem relatywistycznym.
Poprawka {\displaystyle \delta } wynika z faktu, że efekty elektrostatycznej polaryzacji ośrodka zmniejszają zasięg oddziaływania pola cząstki. Zasięg pola w kierunku prostopadłym do kierunku ruchu rośnie relatywistycznie jak {\displaystyle \ln \beta \gamma ,} dlatego znaczenie tej poprawki rośnie ze wzrostem energii (czynnika {\displaystyle \gamma }). Przy bardzo dużych energiach poprawka opisywana jest w przybliżeniu wzorem:
{\displaystyle {\frac {\delta }{2}}\approx \ln {\frac {\hbar \omega _{\mathrm {p} }}{I}}+\ln \beta \gamma -{\frac {1}{2}},}
gdzie {\displaystyle \omega _{\mathrm {p} }} jest częstością plazmową ośrodka, a {\displaystyle \hbar } to tzw. h kreślone(stała Diraca).
Należy pamiętać, że wzór powyższy podaje średnią stratę energii. Całkowita strata energii na jonizację jest sumą przypadkowych strat w zderzeniach z pojedynczymi elektronami ośrodka. Proces utraty energii jest więc procesem stochastycznym, w którym utrata energii podlega fluktuacjom. Fluktuacje te są szczególnie istotne przy przechodzeniu przez cienkie warstwy materiału, bądź w mediach rozrzedzonych (np. w gazach). Zmienność rzeczywistych strat energii opisywana jest zwykle rozkładem Landaua.

### Zależność jonizacji od prędkości
Dla powolnych cząstek dominujący jest czynnik {\displaystyle 1/\beta ^{2}} przed nawiasem. Oznacza to, że straty energii maleją szybko z rosnącą prędkością cząstki.
Dla szybkich cząstek {\displaystyle \beta ^{2}\approx 1} i dominujący staje się logarytmiczny wzrost z prędkością czynnika w nawiasie kwadratowym. Straty energii rosną więc powoli ze wzrostem prędkości (energii) cząstki.
Minimum funkcji opisywanej Wzorem Bethego leży w przybliżeniu przy {\displaystyle \beta \gamma =3.} Cząstkę o prędkości spełniającej ten związek nazywamy cząstką minimalnej jonizacji. W praktyce, ponieważ wzrost jonizacji z prędkością jest bardzo powolny, mianem cząstek minimalnej jonizacji określa się często cząstki powyżej tej granicy, aż do energii, przy której istotne stają się radiacyjne straty energii (patrz poniżej).

## Zakres stosowalności
Wzór Bethego-Blocha podaje z dobrą dokładnością (rzędu 1%) straty energii cząstek „umiarkowanie relatywistycznych”, o pędzie pomiędzy około 0,05 a 100 {\displaystyle m_{0}c.} Dla cząstek bardzo powolnych konieczne staje się wprowadzenie poprawek związanych m.in. z faktem, że część elektronów jest znacznie silniej związana z jądrem, niż średni potencjał jonizacji. Dla bardzo wysokich energii istotne stają się poprawki radiacyjne. Wzór nie stosuje się do elektronów, które silnie tracą energię przez promieniowanie hamowania.

## Nazwa
Powyższy wzór został wyprowadzony przez Hansa Bethego i powinien być poprawnie nazywany wzorem Bethego. Felix Bloch dostarczył następującego przybliżonego wyrażenia na średnią energię jonizacji I atomu ośrodka, użytą przez Bethego w opublikowanym przez niego wyrażeniu.
{\displaystyle I=(10\,\mathrm {eV} )\cdot Z.}
Obecnie najczęściej przedstawia się wzór Bethego formie przedstawionej powyżej, używając tablicowych wartości I, zamiast przybliżenia Blocha. Mimo to nazwa wzór Bethego-Blocha utarła się na tyle, że jest nadal powszechnie używana.